# Raymond Borrell de Barcelone
Raimond Borell de Barcelone (né le 26 mai 972 - mort à Barcelone le 8 septembre 1017) est un comte de Barcelone qui porta également les titres de comte de Gérone et d'Osona.
Il passa la plus grande partie de son règne à combattre les califes de Cordoue et profita avantageusement de la déliquescence du califat pour s'enrichir et renforcer son pouvoir.

## Biographie

### Jeunesse
Raimond Borell naît le 26 mai 972. Il est le fils du comte de Barcelone, Borrell II, et de son épouse, Letgarde de Rouergue, fille du comte de Rouergue et de Toulouse, Raimond Ier. En 986, il est majeur et son père l'associe à l'exercice du pouvoir comtal. Dès le début de l'année 992, son père semble se retirer du pouvoir et il en assume seul la charge.

### Règne
Raimond Borrell hérite des domaines de son père à la mort de celui-ci, en septembre 992. Il se cherche rapidement une épouse et se marie en 993 avec Ermessende de Carcassonne, fille du comte de Carcassonne et de Razès, Roger Ier.
En 1002, accompagné par l'évêque de Vic Arnulf, il se rend à Rome pour rencontrer le pape Sylvestre II. Un des objectifs est de résoudre le problème lié au monastère Saint-Benoît de Bages.
En 1001 ou 1002, il doit combattre une incursion du vizir du califat de Cordoue, Almanzor, qui détruit complètement Manresa, qui reste ruinée pour une vingtaine d'années. À la mort d'Almanzor, Raimond Borrell s'associe à son cousin, le comte d'Urgell Armengol Ier. En 1003, ils montent une expédition contre Lérida avec l'aide de troupes venues d'autres comtés, comme le Roussillon. Vainqueurs à la bataille d'Albesa, ils obtiennent un butin important. Mais l'expédition reste inefficace d'un point de vue politique, car le fils d'Almanzor, Abd al-Malik poursuit les opérations de son père. Il pénètre avec des troupes musulmanes, mozarabes et des alliés de la Castille et du León, dans le comté d'Urgell, et s'empare de Meia. Pendant ce temps, Wadih, vaincu à Albesa, s'empare du château de Montmagastre et exécute l'ensemble de la garnison, puis se dirige sur Castellolí. Abd al-Malik et Wadih, pressés par l'hiver qui arrive, décident finalement de se retirer, non sans prendre 5 570 captifs à Lérida et détruire plusieurs châteaux qui menaçaient la Marche.
À la mort d'Abd al-Malik, en 1008, le califat de Cordoue commence à se désagréger. Deux prétendants omeyyades s'affrontent : Muhammad II, le fils du calife Hicham II, et Sulayman al-Mustain, fils d'al-Hakam, un petit-fils du calife Abd al-Rahman III. Sulayman al-Mustain, avec le soutien des Berbères et des Castillans, s'installe à Cordoue en 1009. Muhammad II demande alors à Wadih de négocier une alliance avec les comtes catalans. Celle-ci est conclue lors d'une grande assemblée qui se tient en mars 1009 à Barcelone afin d'engager les travaux de réfection de la cathédrale, et à laquelle participent les évêques de Barcelone, d'Elne, de Gérone, d'Osone et d'Urgell, ainsi que les comtes de Raimond Borrell de Barcelone, Armengol Ier d'Urgell et Bernard Taillefer de Besalú. En 1010, les comtes catalans constituent une expédition contre Sulayman al-Mustain. Le sac de la ville de Cordoue procure d'importantes richesses aux comtes catalans vainqueurs.
En 1011, à la mort du comte d'Urgell Armengol Ier, la tutelle du jeune Armengol II est confiée à Raimond Borrell. Celui-ci se rend la même année à un concile provincial, dirigé par l'archevêque de Narbonne, réuni à la Seu d'Urgell, afin de restaurer la cathédrale d'Urgell. La présence de tous les évêques de la province de Narbonne et de plusieurs comtes catalans, en particulier Guifred II de Cerdagne et Guillem de Ribagorce est l'occasion pour Raimond Borrell d'asseoir sa prééminence sur les autres personnages, mais aussi de manifester l'unité des comtés de la région.
En 1015-1016, Raimond Borell mène une nouvelle offensive contre Sulayman al-Mustain, qui a repris le pouvoir à Cordoue. Il remonte les vallées du Sègre et de l'Ebre. Il passe alors une alliance avec Mundir Ier, qui est en train de se constituer un royaume indépendant autour de Saragosse. Il se rend d'ailleurs à la cour de celui-ci, à Saragosse, avec le comte de Castille Sanche Ier. C'est à ce moment qu'il convient du mariage de son fils, Bérenger-Raimond, avec la fille de Sanche Ier, Sancie.
En 1017, Raimond Borell organise une nouvelle offensive aux côtés de son nouvel allié, Mundir Ier, afin de combattre Abd al-Rahman, un omeyyade qui cherche à reprendre le pouvoir. Mais Raimond Borell doit finalement renoncer à son expédition et rentrer à Barcelone.

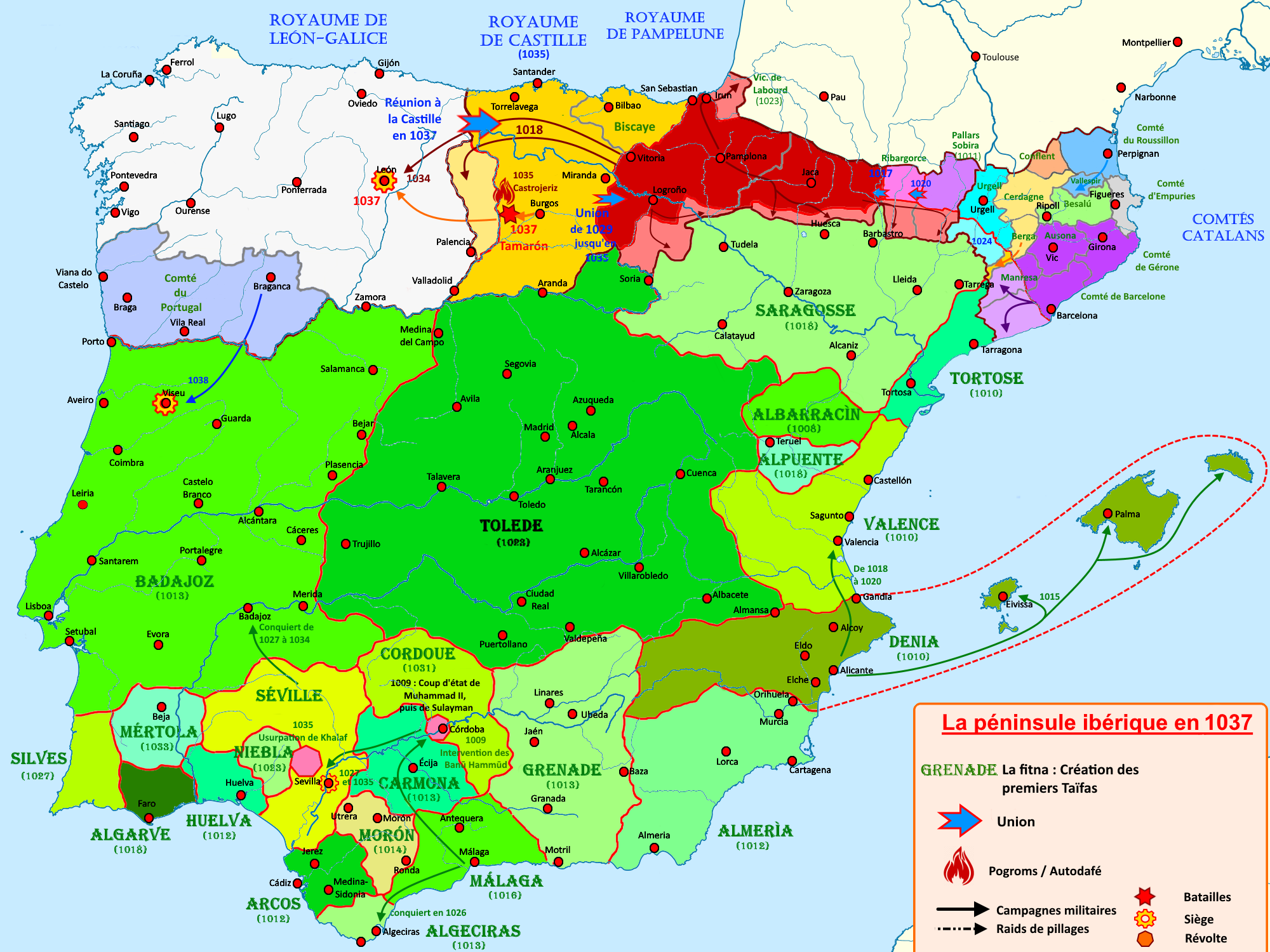
Le comté de Barcelone de 1002 à 1037.

### Décès
Raimond Borell arrive en Catalogne le 28 août 1017. Il meurt à Barcelone le 8 septembre suivant. Il est enterré dans le cloître de la cathédrale de Barcelone, dont il avait soutenu la reconstruction et pour laquelle il fait une importante donation par testament. L'abbé Oliba lui dédie un chant funèbre, où il lui attribue le comportement d'un roi.
Par testament, Raimond Borell dispose que sa femme, Ermessende de Carcassonne, est chargée de veiller sur leur fils et d'être sa tutrice.

## Mariages et enfants
En 993, Raimond Borell épouse Ermessende de Carcassonne. Elle était la fille du comte de Carcassonne, Roger Ier, et de son épouse, Adélaïde de Melgueil. Ils ont ensemble plusieurs enfants :
- Borrell Raimond de Barcelone (mort jeune) ;
- Étiennette de Barcelone (? - ?), aurait épousé vers 1015 Roger de Tosny, puis le roi de Pampelune García IV[1] ;
- Bérenger-Raimond Ier de Barcelone (vers 1005 - 1035), comte de Barcelone, de Gérone et d'Osona (1017 - 1035).